# Deutscher Gastwirtsverband
Der Deutsche Gastwirtsverband war eine Interessengemeinschaft und Arbeitgeberorganisation im Deutschen Reich.

## Geschichte
Der Deutsche Gastwirtsverband wurde 1873 in Berlin gegründet und hatte dort auch seinen Sitz.
Im Jahr 1905 gehörten ihm 485 Vereine mit mehr als 30.000 Mitgliedern an.
1933 fand eine öffentliche Gastwirteversammlung im Zoologischen Garten in Frankfurt am Main statt. Der Präsident des deutschen Gastwirtsverbandes, Emil Köster (Berlin), sprach dort über die katastrophale Lage im Gaststättengewerbe.
Der Deutsche Gastwirtsverband existiert in seiner ursprünglichen Form nicht mehr. Heute vertritt der Deutsche Hotel- und Gaststättenverband (DEHOGA) die Interessen des Gastgewerbes in Deutschland. Der DEHOGA wurde am 6. Dezember 1949 in Frankfurt am Main gegründet und hat seitdem die Rolle des zentralen Branchenverbands übernommen.

## Organ
Verbandsorgan war die Zeitschrift Das Gasthaus, das bereits seit 1868 zu Berlin erschien.